# Hypaedalea
Hypaedalea is een geslacht van vlinders uit de onderfamilie Macroglossinae van de familie pijlstaarten (Sphingidae).

## Soorten
- Hypaedalea butleri Rothschild, 1894
- Hypaedalea insignis Butler, 1877
- Hypaedalea lobipennis Strand, 1913
- Hypaedalea neglecta Carcasson, 1972